# Lothar Hegemann

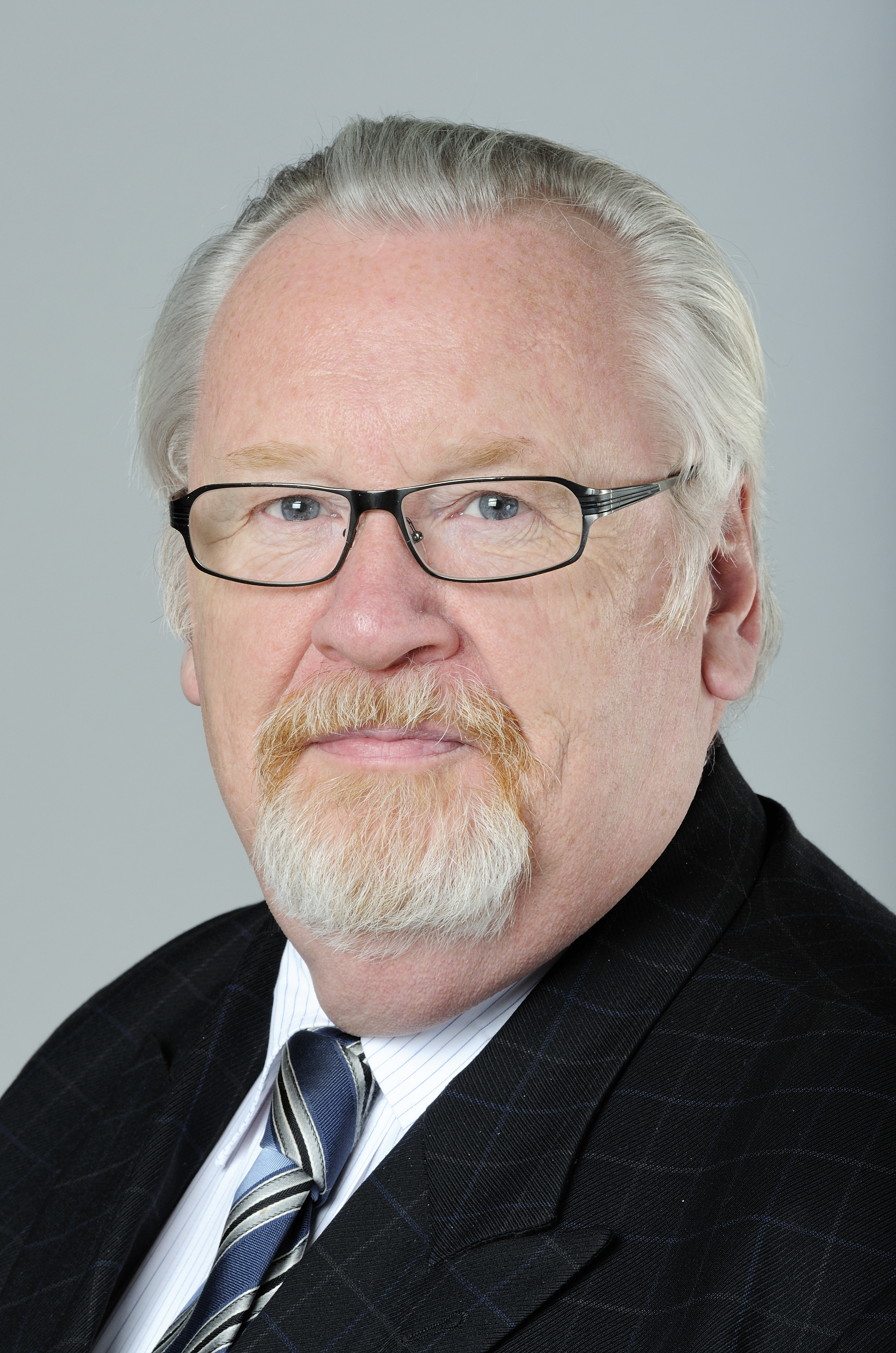
Lothar Hegemann (2013)

Lothar Hegemann (* 20. April 1947 in Recklinghausen; † 14. November 2023 in Recklinghausen) war ein deutscher Politiker und mehrfach Landtagsabgeordneter (CDU).

## Leben und Beruf
Nach dem Besuch der Volksschule und der Realschule absolvierte Hegemann eine Ausbildung zum Chemielaboranten. Von 1975 bis 2003 war er selbständiger Versicherungskaufmann.
Der CDU gehörte er seit 1967 an. Er war in zahlreichen Parteigremien tätig, so u. a. als Mitglied des Landesvorstandes der CDU Nordrhein-Westfalen.

## Abgeordneter
Dem Rat der Stadt Recklinghausen gehörte Hegemann von 1975 bis 1996 an. Er war ab 1999 Mitglied des Kreistags des Kreises Recklinghausen.
Vom 29. Mai 1980 bis zum 2. Juni 2005 und vom 6. September 2006 bis Mai 2010 war Hegemann Mitglied des Landtags des Landes Nordrhein-Westfalen. Da die Landesliste der CDU für die Landtagswahl NRW 2010 nicht zum Zug kam, verfehlte Hegemann den Einzug in den Landtag; 2012 zog er über die Landesliste erneut in den Landtag ein. Mit dem Ende der Legislaturperiode 2017 schied er aus dem Landtag aus.

## Kritik
Greenpeace kritisierte (z. B. im 'Schwarzbuch Kohlepolitik'), dass Hegemann in seiner Zeit als Vorsitzender des Ausschusses für Umweltschutz und Raumordnung (Landtag NRW) entscheidend an der Tagebauplanung (etwa zu Garzweiler) mitgewirkt hat.